# پیام‌رسان مرگ (فیلم ۱۹۸۸)
پیام رسان مرگ (به انگلیسی: Messenger of Death) یک فیلم جنایی و اکشن آمریکایی محصول سال ۱۹۸۸ به کارگردانی جی. لی تامپسون با بازی چارلز برانسون است.

## تولید
فیلمبرداری در لس‌آنجلس و کلرادو در سال ۱۹۸۷ انجام شد.

## بازیگران
- چارلز برانسون … گرت اسمیت[۳]
- تریش ون دیویر .. جاسترا واتسون
- لورنس لوکینبیل … هومر فاکسکس
- دنیل بنزالی … رئیس بارنی دویل
- مرلین هاست … جوزفین فابریزیو
- چارلز دیرکوپ … اورویل بیچام
- جف کوری … ویلیس بیچام
- جان ایرلند … زناس بیچام
- برت ویلیامز … کلانتر ییتس